# Ácido tiocarboxílico
|                                   |
| Forma tiona (Ácido O-carbotioico) |

|                                  |
| Forma tiol (Ácido S-carbotioico) |

|                        |
| Ácido ditiocarboxílico |

Los ácidos tiocarboxílicos son compuestos organosulfurados en los que uno o los dos oxígenos de un grupo carboxílico se ha sustituido por un azufre divalente. Pueden ser monotiocarboxílicos, como los tautómeros tiona (RC(S)OH) y una forma de tiol (RC(O)SH)  o ditiocarboxílicos, RC(=S)SH. A veces también se les denomina "ácido O-carbotioico" y "ácido S-carbotioico" respectivamente. De estos, la forma de tiol es la más común (por ejemplo, el ácido tioacético). Un ácido tiocarboxílico natural es el ácido 2,6-piridinadicarbotioico, un sideróforo.

## Síntesis
Los ácidos tiocarboxílicos se preparan típicamente por metátesis salina a partir del cloruro de acilo, como en la siguiente conversión de cloruro de benzoilo en ácido tiobenzoico usando  sulfuro ácido de potasio (KHS), de acuerdo con la siguiente ecuación idealizada:
{\displaystyle \mathrm {C_{6}H_{5}C(O)Cl+KHS\longrightarrow {}C_{6}H_{5}C(O)SH+KCl} }

## Reactividad
Los ácidos tiocarboxílicos son aproximadamente 100 veces más ácidos que los ácidos carboxílicos análogos. Así, a pH neutro, los ácidos están completamente ionizados. Las sales de sus bases conjugadas (por ejemplo, el tioacetato de potasio) sirven como reactivos para instalar grupos tiol a través del desplazamiento de haluros de alquilo para dar el tioéster, que a su vez es susceptible a la hidrólisis. Para el ácido tiobenzoico (PhC(O)SH) el pKa = 2,48. Para el ácido tioacético, el pKa está cerca de 3.4.
Los ácidos tiocarboxílicos reaccionan con varios grupos funcionales de nitrógeno, como los compuestos orgánicos de azidas, nitroderivados e isocianato, para dar amidas en condiciones suaves. Este método evita la necesidad de una anilina u otra amina altamente nucleófila para iniciar una sustitución de acilo formadora de amida, pero requiere la síntesis y el manejo del ácido tiocarboxílico inestable. A diferencia de la reacción de Schmidt u otras vías de ataque nucleofílico, la reacción con una aril- o alquil azida comienza con una cicloadición [3 + 2]; el heterociclo resultante expulsa N2 y el átomo de azufre para dar la amida monosustituida.

## Ácidos ditiocarboxílicos
Los ácidos ditiocarboxílicos, con la fórmula RCS2H, son menos comunes que los monotioderivados. Son aproximadamente 3 veces más ácidos que los ácidos monotiocarboxílicos. Por lo tanto, para el ácido ditiobenzoico, el pKa = 1,92. Dichos compuestos se preparan comúnmente mediante la reacción de sulfuro de carbono con un reactivo de Grignard:
{\displaystyle \mathrm {RMgX+CS_{2}\longrightarrow {}RCS_{2}MgX} }
{\displaystyle \mathrm {RCS_{2}MgX+HCl\longrightarrow {}RCS_{2}H+MgXCl} }
Esta reacción es comparable a la formación de ácidos carboxílicos utilizando un reactivo de Grignard y dióxido de carbono. Las sales de ditiocarboxilato son fácilmente S-alquiladas para dar ésteres de ditiocarboxilato:
{\displaystyle \mathrm {RCS_{2}Na+R'Cl\longrightarrow {}RCS_{2}R'+NaCl} }
Los ácidos arilditiocarboxílicos, como por ejemplo, el ácido ditiobenzoico, se puede clorar para dar los cloruros de tioacilo.